# Messor rufotestaceus
Messor rufotestaceus är en myrart som först beskrevs av W. Foerster 1850.  Messor rufotestaceus ingår i släktet Messor och familjen myror. Inga underarter finns listade i Catalogue of Life.